# Echinosepala
Echinosepala là một chi thực vật có hoa trong họ Lan.